# Casa de Bató
Casa de Bató és una casa d'Alforja (Baix Camp) protegida com a Bé Cultural d'Interès Local.

## Descripció
Casa quadrangular amb pòrtic davanter. Al primer pis hi ha balco corregut de triple tram. Barana forjada de la mateixa època del pòrtic. Portal principal d'arc carpanell de pedra. Obra de paredat i maó.

## Història
Al pòrtic, la data 1862. Al portal forà, la inscripció: "ANY 1774".